# تروی (نیوهمپشایر)
تروی (به انگلیسی: Troy) شهری در ایالت نیوهمپشایر کشور ایالات متحده آمریکا است که جمعیت آن در سرشماری سال ۲۰۱۰ میلادی، ۱٬۲۲۱ نفر بوده‌است.